# Mizque
Mizque (Misk'i en quechua, de misk'i, "dulce") es un municipio y una pequeña ciudad de Bolivia, capital de la provincia de Mizque en el departamento de Cochabamba. La ciudad se ubica en el valle del río Mizque, uno de los principales afluentes del río Grande.
El municipio cuenta con una población de 26 900 habitantes (según el Censo INE 2012).

## Historia
Mizque fue fundada el 19 de septiembre de 1603 por Francisco de Alfaro como Salinas del Río Pisuerga y sirvió como sede del obispado de la Provincia de Santa Cruz de la Sierra hasta 1767. Esta importancia se reflejaba en las edificaciones de siete conventos, un hospital (San Juan de Dios) y la iglesia matriz. Ya en esa época existieron importantes viñedos que producían vinos de alta calidad, comercializados en los centros mineros de Potosí y Chuquisaca. Por orden del rey Felipe III, estas plantaciones fueron quemadas para que sus productos no compitieran con los de España. Otras industrias importantes durante el período colonial fueron la fabricación de tocuyos y paños de buena calidad. En el siglo XVII la población alcanzó a más de 15 000 habitantes.
Ubicada en el Alto Perú, la villa fue un Corregimiento de Santa Cruz de la Sierra hasta 1783, año en que pasó a depender de la Intendencia de Cochabamba, ya como parte del Virreinato del Río de la Plata. Mizque fue, en su época, la ciudad más importante después de La Plata (Sucre).[cita requerida] Se la llamó "la ciudad de los 500 quitasoles", haciendo alusión a los quitasoles usados por las señoras de la nobleza como señal de distinción.
Durante la Guerra de Independencia, Mizque envió un diputado al Congreso de Tucumán, Pedro Ignacio Rivera (previamente había hecho lo propio ante el Congreso General Constituyente de 1813), que declaró la Independencia de las Provincias Unidas en 1816. También, como parte de Cochabamba, tuvo un representante en la Asamblea General de Diputados de las Provincias del Alto Perú, que declaró la Independencia de Bolivia en 1825.
En ese mismo año, el libertador Simón Bolívar, recorriendo el Alto Perú, pasó por la villa rumbo a la Ciudad de La Plata. En dicha ocasión atravesó el río Kuri cruzando el puente que hoy en día se conoce como Puente de los Libertadores.

## Ubicación
Se encuentra en la provincia de Mizque, departamento de Cochabamba, a 158 km por carretera de la ciudad de este nombre. La ciudad está edificada a unos 2000 metros de altura (nivel de la plaza principal).

## Clima
El clima de Mizque es del tipo semiárido cálido (BSh), de acuerdo con la clasificación climática de Köppen.
```
        
Climograma de Mizque.
  
Fuente:
 GeoKLIMA
[
4
]
```

## Demografía
De acuerdo con el censo boliviano de 2024, la población del municipio de Mizque es de 19 846 habitantes.
La población del municipio aumentó aproximadamente un tercio entre 1992 y 2012, pero en 2024 había vuelto al nivel de 1992, mientras que la población de la localidad se ha duplicado entre 1992 y 2012:
| Año  | Habitantes (municipio) | Habitantes (localidad) | Fuente |
| ---- | ---------------------- | ---------------------- | ------ |
| 1992 | 20 176                 | 1 863                  | Censo  |
| 2001 | 26 659                 | 2 677                  | Censo  |
| 2012 | 26 680                 | 3 474                  | Censo  |
| 2024 | 19 846                 |                        | Censo  |

## Transporte
Mizque se encuentra a 150 kilómetros por carretera al sureste de Cochabamba, la capital departamental.
La localidad se encuentra en un camino de tierra bien mantenido que corre hacia el noroeste a través del Valle Alto hasta Cochabamba, al otro lado de la ruta troncal Ruta 23 hacia el sur hacia Aiquile y luego hacia Sucre, la capital de Bolivia. El pueblo tiene un servicio de autobús casi diario a Cochabamba.
Mizque también está en la línea férrea Cochabamba-Aiquile. Sin embargo, la estación de tren está al otro lado del río y, por lo tanto, es muy difícil de alcanzar para los residentes. La mayoría de los residentes de la ciudad no saben que un ferrobús circula en la vía férrea tres veces por semana en cada dirección. El viaje en ferrobús desde y hacia Cochabamba toma aproximadamente el doble que en bus.

## Fiestas de Mizque

### Fiesta Patronal del Señor de Burgos
El Señor de Burgos es la fiesta grande de Mizque y se inicia el día 8 de septiembre con la misa de la Virgen de las Mercedes.
Las celebraciones son de 13 al 15 de septiembre y cuenta con la presencia de los comunarios de Rakay Pampa. En la víspera del día 13 comienza la fiesta misma y sigue hasta la noche con fuegos artificiales, cánticos religiosos, con la música tradicional de los alteños de Rakay Pampa y los moradores del Valle de Mizque.
El día 14 continúa con la misa de fiesta y la procesión del Señor de Burgos (con conjuntos de músicos). En la feria, se venden artesanías musicales como el k'ullu, charango de Aiquile, el alteño, tabla charango de Rakay Pampa, y una variedad de instrumentos de viento.
A partir del día 18, se desarrollan las vísperas y otras actividades tradicionales en la Plaza principal llamada "de la Independencia". En la despedida de la fiesta (la Cacharpaya), los comuneros bailan con banderas blancas o wiphalas frente a la iglesia, pidiendo bendiciones y el milagro de días mejores.
El plato tradicional de esta fiesta es el uchuku mizqueño.

### Otras fiestas
Carnaval, es uno de los atractivos más codiciados del Valle de Mizque ya que se realiza siempre conservando las tradiciones. El domingo es la entrada, con una fiesta de disfraces durante la cual los "bafles" (comparsas) se ocupan de mencionar todos los sucesos que tuvieron lugar en el pueblo. El martes de carnaval, las familias con difuntos preparan una mesita (misachico), con toda clase de masas, típicas para carnaval.
Semana Santa, el Sábado de Gloria se realiza la Feria de la Fruta. 
El 23 de junio se celebra en Molinero la Feria Anual del Trueque (llamado ch'alacu). La gente llega durante la noche con sus mecheros a kerosén y velas, cargados con bultos pesados, con sus productos de las alturas y de los valles. La unidad de medida de cambio es el plato de barro, una tutuma o un sombrero. Al anochecer del 23, los campesinos bajan de los cerros o suben de los valles con sus velas. En las primeras horas de la madrugada, la gente va retornando a sus comunidades. 
Festividad de la Virgen del Rosario 7 de octubre, patrona del cercano valle de Tintín. La fiesta tiene participación masiva de comunidades de la región. Después de la misa, inician la Corrida de toros.

## Turismo

### Atractivos turísticos
- Museo de Arqueología y Antropología en la Alcaldía de Mizque. Cuenta con restos preincaicos (hasta 1200 a. C.) e incaicos; cerámicas, herramientas, armas, símbolos religiosos, vestimentas.
- Puente de los Libertadores en Kuri, en el camino Cochabamba-Mizque.
- Río Mizque (actividad casi obligatoria en la fiesta de Pascua), opciones para nadar cerca del puente en el camino a Aiquile.
- Iglesia de Mizque (destruida en el terremoto del año 1998; se terminó la reconstrucción en 2002, en ocasiones se puede subir a la torre para gozar de la vista sobre el valle.

### Atracciones arqueológicas

Arte rupestre registrado al oeste de Mizque en 1913 por el antropólogo Erland Nordenskiold.

Mizque dispone de unos 27 hallazgos incaicos, incluyendo fortalezas y tambos:
- Lakha, un tambo cerca de la antigua estación de ferrocarril, en el lado sur del río.
- Fortaleza incaica, a unos 6 km de la ciudad, hacia el río.
- Las rocas de Uchama (Inca Wasi), con un mapa estelar y figuras de animales.
- Ruinas incaicas como La Pucarita, camino a Tintín, con una puerta de piedra no destruida.

### Atracciones folclóricas
Una atracción especial de la región son los rituales de los comuneros de Rakay Pampa, herederos de antiguas tradiciones vinculadas al culto de la Pachamama.
Merece especial interés la vestimenta de los pobladores; los varones usan una camisa blanca, de tocuyo, chaleco negro bordado con y pantalón de lana de oveja, también con figuras bordadas. Las mujeres adornan su ropa con las características similares. Hombres y mujeres llevan sombreros de piel de oveja, adornados con cintillos de color, espejos y otros que representan la convivencia del hombre y la mujer en torno a la naturaleza, en un contexto erótico.

## Comida
La comida tradicional es el Uchucu Mizqueño que se prepara los días de todos santos y en fechas especiales como fiestas, matrimonios, cumpleaños.
Mizque es famosa por sus chirimoyas, su pacay, su miel aromática, sus quesos y sus duraznos. También es destacable la uva local.
La sopa de maní mizqueña, por el maní que se produce en la región.